# Буер (демон)

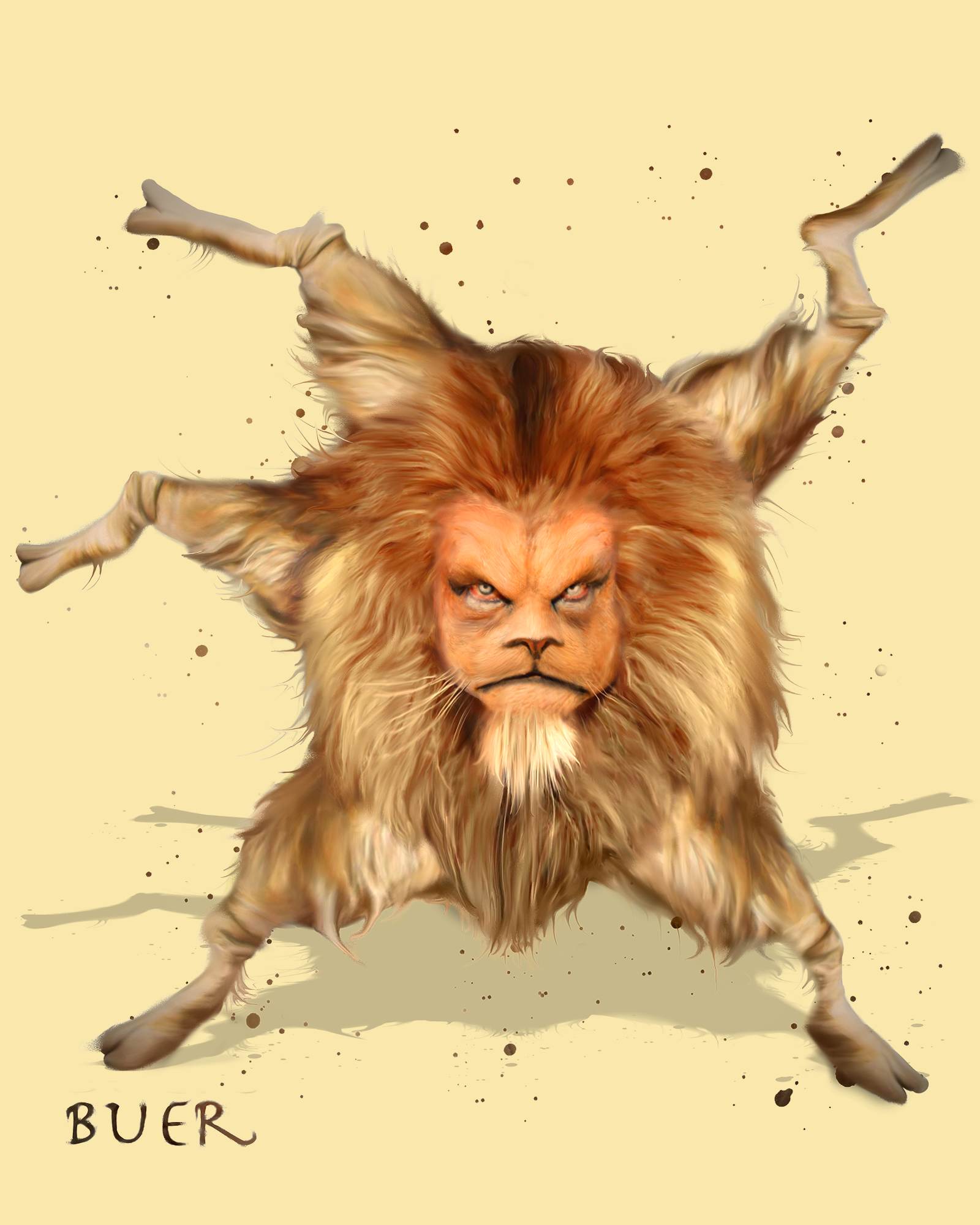
[https://www.72goetia.com/2020/04/buer-president-of-hell.html Современная иллюстрация Буера-великого полководца Ада

Буер — дух, который фигурирует в гримуаре «Pseudomonarchia Daemonum» и его производных, где он описывается как великий полководец Ада, имеющий пятьдесят легионов демонов под своим командованием. Он появляется, когда Солнце находится в Стрельце. Буер учит природной и моральной философии, логике и добродетели всех трав и растений. Жутко злопамятен и чёрный на язык. Помогает в достижении финансовых благ.
Он был описан в виде Стрельца, как кентавр с луком и стрелами. Кроме того, Луи Бретон создал его иллюстрацию (см. справа), позже выгравированную М. Жерролем (англ. М. Jarrault), изображающую демона с головой льва и пятью ногами козы, окружающими его тело, чтобы свободно передвигаться в любом направлении.
По просьбе мага может принять вид бесполого человека без глаз. Эта иллюстрация использовалась в нескольких музыкальных альбомах, включая пластинку группы Morbid Angel «Blessed are the Sick», сингл «Wrong Eye/Scope» группы Coil, и бутлег группы Black Sabbath 1981 года, озаглавленный «Buer Album».
Этимология его имени неизвестна. Существовал древний город, называвшийся «Буер» (в настоящее время Гельзенкирхен) в Вестфалии, Германия.